# Hoplopleura onychomydis
Hoplopleura onychomydis är en insektsart som beskrevs av Cook och Beer 1959. Hoplopleura onychomydis ingår i släktet Hoplopleura och familjen gnagarlöss. Inga underarter finns listade i Catalogue of Life.